# Germaine Dermoz
Germaine Dermoz, née Germaine Deluermoz le 30 juillet 1888 à Paris 1er et morte le 6 novembre 1966 à Paris 15e, est une actrice française.
Elle est la sœur de l'actrice Jeanne Delvair (1877-1949) et du peintre animalier Henri Deluermoz (1876-1943).

## Biographie
Fille d'un limonadier, Germaine Dermoz naît le 30 juillet 1888 dans le 1er arrondissement de Paris.
Dernière d'une fratrie de huit enfants, Germaine Dermoz est rapidement repérée par Réjane dans la troupe de laquelle elle restera trois ans. Puis elle est demandée par Firmin Gémier. Ses nombreuses tournées théâtrales l'ont conduite, avant la première guerre mondiale, en Argentine, en Russie. Elle raconte dans ses mémoires les conditions périlleuses dans lesquelles un jour, elle et ses camarades ont dû franchir la Cordillère des Andes à dos d'âne, à flanc de montagne sur des sentiers étroits, se résignant à jeter une partie de leurs costumes sur les pentes enneigées. À Saint-Pétersbourg, elle a joué devant le tsar Nicolas II et essuyé les premiers tirs de la révolution d'octobre 1917. Contrairement à certaine assertion, elle n'a jamais appartenu à la troupe de la Comédie-Française. Sa carrière cinématographique se déroule en grande partie au temps du muet. S'il faut retenir un seul film de cette époque, ce serait sans conteste le chef-d'œuvre de Germaine Dulac, La Souriante Madame Beudet, chef-d'œuvre féministe et réalisation d'avant-garde. Toujours dans ses mémoires, Germaine Dermoz raconte l'appréhension qui l'a saisie lorsque le film a été diffusé quarante ans plus tard à la télévision française et sa surprise de constater que son jeu n'a pas l'outrance et le grotesque redoutés qui caractérisent alors l'interprétation des acteurs du muet.
Entre les deux guerres, elle préfère se consacrer presque exclusivement au théâtre. Elle joue sur les plus grandes scènes parisiennes, y connaît d'immenses succès dans des pièces d'auteurs contemporains : André Josset, Henri-René Lenormand, Charles de Peyret-Chappuis, Jean Cocteau. Le 14 novembre 1938, elle crée le personnage d'Yvonne dans Les Parents terribles de Cocteau, auprès de Gabrielle Dorziat et du tout jeune Jean Marais, remplaçant quasiment au pied levé Yvonne de Bray pour qui le rôle a été écrit mais qui, souffrant d'un grand chagrin de cœur, n'est plus capable de jouer.
Elle mène parallèlement une carrière cinématographique plus relâchée, n'acceptant des propositions de tournage que si elles ne compromettent pas ses engagements au théâtre. Citons Le Bal, dans lequel elle donne la réplique à Danielle Darrieux dont c'est le premier film. Elle a été aussi, en 1950, Madame Husson, une admirable dame d'œuvre, auprès d'un Bourvil niaiseux à souhait dans le film Le Rosier de Madame Husson.
Germaine Dermoz meurt le 6 novembre 1966 à l'Hôpital Saint-Michel dans le 15e arrondissement de Paris et est inhumée au cimetière parisien de Saint-Ouen (9e division).

### Vie privée
Elle est la sœur de Jeanne Louise Deluermoz dite Jeanne Delvair (1877-1949), actrice de la Comédie-Française, et du peintre animalier Henri Deluermoz (1876-1943), illustrateur, entre autres, d'une des premières éditions françaises du Livre de la jungle de Rudyard Kipling.
Après un premier mariage en 1905 avec le comédien Georges Saillard dont elle divorcera quelques années plus tard, Germaine Dermoz a épousé en 1925 le comédien Jean Galland dont elle divorcera dans les années cinquante. De son premier mariage, Germaine Dermoz a eu une fille, Claude, mère de l'écrivain et philosophe Rafaël Pividal et de son second, une autre fille, Anne-Marie Galland (1926-2017). Elle était également, par son premier mariage, la tante par alliance de la comédienne Annabella, dite « Zette » pour les intimes, avec laquelle elle conserva des liens affectueux jusqu'à la fin de sa vie. La journaliste Hélène Lazareff, le comédien Noël Roquevert et son épouse, la comédienne Paulette Noizeux, les comédiennes Madeleine Clervanne et Geneviève Graves, ont compté parmi les amis intimes de Germaine Dermoz.

## Filmographie
- 1908 : Beethoven de Victorin Jasset
- 1908 : L'Amour qui tue de Maurice de Féraudy
- 1908 : Méprise de Maurice de Féraudy
- 1909 : L'Inventeur de Michel Carré
- 1909 : Les Chasseurs de fourrures production SCAGL
- 1909 : La Fin d'un tyran production SCAGL
- 1909 : Dragonnades sous Louis XIV de Victorin Jasset
- 1909 : Les Chercheurs d'or de Georges Denola
- 1909 : La Mort du duc d'Enghien en 1804 d'Albert Capellani
- 1909 : La Mort et le Bûcheron de Maurice de Féraudy
- 1910 : Eugénie Grandet d'Émile Chautard
- 1910 : La Quenouille de Barberine d'Émile Chautard
- 1910 : L'Étranger de Victorin Jasset
- 1910 : Caïn production ACAD
- 1910 : Le Roi Philippe Le Bel et les Templiers de Victorin Jasset
- 1910 : Le Bon Agent de Jean Reibrach
- 1911 : La Nouvelle Servante production ECLIPSE
- 1911 : L'Assassinat de Henri III de Henri Desfontaines et Louis Mercanton
- 1911 : Le Rideau noir d'Albert Capellani
- 1911 : Olivier Cromwell de Henri Desfontaines
- 1911 : Le Remords du juge de Georges Denola
- 1911 : Milton de Henri Desfontaines
- 1912 : La Tournée du docteur (Le Cabriolet du docteur) de Georges Denola
- 1912 : Les Trois Sultanes d'Adrien Caillard
- 1912 : Le Drame de Courlanges production Eclipse
- 1912 : Le Duc d'Enghein production SCAGL
- 1912 : La Duchesse de Langeais production L.F d'Art
- 1912 : Le Faussaire production Pathé
- 1912 : La Joie qui tue production Eclipse
- 1912 : Le Mystère du pont Notre-Dame de Victorin Jasset
- 1912 : Parmi les pierres de Adrien Caillard
- 1912 : Raison d'état production L.F d'Art
- 1912 : Le devoir production Eclipse
- 1912 : Un caprice de François Ier production Eclipse
- 1913 : Le Ruisseau de Georges Denola
- 1913 : Le Petit Jacques de Georges Monca
- 1913 : L'Héritage de Cabestan de Adrien Caillard
- 1913 : L'Absent de Albert Capellani
- 1913 : Roger la Honte de Adrien Caillard
- 1913 : Zaza de Adrien Caillard
- 1914 : L'Endormeuse production SCAGL
- 1914 : Les Habits noirs de Daniel Riche
- 1914 : La Tache de Maurice Le Forestier
- 1916 : La Beauté qui meurt de Bernard Deschamps
- 1918 : Une étoile de cinéma de René Plassety
- 1918 : Le Masque d'amour de René Plassety
- 1918 : La Marâtre de Jacques Grétillat
- 1918 : L'Énigme de Jean Kemm
- 1919 : Fanny Lear de Jean Manoussi et Robert Boudrioz
- 1920 : Petit Ange de Luitz-Morat et Pierre Régnier
- 1920 : Les Cinq Gentlemen maudits de Luitz-Morat et Pierre Régnier
- 1921 : Les Naufragés du sort de Roger de Chateleux
- 1923 : La Souriante Madame Beudet - moyen métrage - de Germaine Dulac
- 1923 : Sacrifice maternel de Henri Maillard
- 1925 : La Course du flambeau de Luitz-Morat
- 1930 : L'Arlésienne de Jacques de Baroncelli
- 1930 : Le Rêve de Jacques de Baroncelli
- 1931 : Le Bal de Wilhelm Thiele
- 1932 : Le Crime du chemin rouge de Jacques Séverac
- 1933 : Bagnes d'enfants de Georges Gauthier
- 1934 : Les Nuits moscovites de Alexis Granowsky
- 1934 : La Porteuse de pain de René Sti
- 1937 : Les Anges noirs de Willy Rozier
- 1938 : La vie est magnifique de Maurice Cloche
- 1938 : Le Héros de la Marne de André Hugon : Suzanne Lefrançois
- 1938 : Remontons les Champs-Elysées de Sacha Guitry
- 1941 : Andorra ou les hommes d'airain de Émile Couzinet
- 1943 : Monsieur des Lourdines de Pierre de Hérain
- 1947 : Le Mannequin assassiné de Pierre de Hérain
- 1947 : Monsieur Vincent de Maurice Cloche
- 1950 : Le Rosier de Madame Husson de Jean Boyer
- 1952 : Poil de carotte de Paul Mesnier
- 1953 : Les Enfants de l'amour de Léonide Moguy
- 1954 : Le Fils de Caroline chérie de Jean Devaivre
- 1955 : Si Paris nous était conté de Sacha Guitry
- 1956 : Le Long des trottoirs de Léonide Moguy
- 1963 : L'Honorable Stanislas, agent secret de Jean-Charles Dudrumet

## Théâtre
- 1907 : La Course du flambeau de Paul Hervieu, Théâtre Réjane
- 1907 : Raffles de Ernest William Hornung et Eugene Wiley Presbrey, Théâtre Réjane
- 1907 : Après le pardon de Mathilde Serao et Pierre Decourcelle, Théâtre Réjane
- 1908 : L'Impératrice de Catulle Mendès, Théâtre Réjane
- 1908 : Qui perd gagne de Pierre Veber d'après Alfred Capus, Théâtre Réjane
- 1909 : Trains de luxe d'Abel Hermant, Théâtre Réjane
- 1909 : Madame Margot d'Émile Moreau et Charles Clairville, Théâtre Réjane
- 1912 : L'homme qui assassina de Pierre Frondaie, Théâtre Antoine
- 1913 : Le Phalène d'Henry Bataille, Théâtre du Vaudeville
- 1920 : Le Règne de Messaline d'Armand Bour, Théâtre des Variétés
- 1920 : Le Simoun d'Henri-René Lenormand, mise en scène Gaston Baty, Comédie Montaigne
- 1921 : Le Chemin de Damas de Pierre Wolff, Théâtre du Vaudeville
- 1921 : Le loup de Gubbio d'Albert Boussac de Saint-Marc, Comédie Montaigne
- 1923 : Le vieil homme de Georges de Porto-Riche, en tournée
- 1924 : Le Crime du Bouif de Georges de la Fouchardière, l'Eldorado
- 1924 : Le Bien-aîmé de Jacques Deval, Théâtre de la Renaissance
- 1925 : Le Bel Amour d'Edmond Sée, Théâtre Fémina
- 1927 : Berlioz de Charles Méré, mise en scène Émile Couvelaine, Théâtre de la Porte-Saint-Martin
- 1927 : Mon cœur au ralenti de Maurice Dekobra, Théâtre des Bouffes-Parisiens
- 1931 : Fabienne de Jacques Natanson, Théâtre des Mathurins
- 1932 : Le vrai mystère de la Passion d'Arnoul Gréban, Théâtre des Champs-Elysées
- 1932 : Andromaque de Racine, Théâtre Antoine
- 1934 : Horace de Pierre Corneille, Forum de Rome
- 1934 : Un roi, deux dames et un valet de François Porche, Comédie des Champs-Élysées
- 1935 : Andromaque de Racine, Théâtre du Vieux-Colombier
- 1936 : Elizabeth, la femme sans homme d'André Josset, mise en scène René Rocher, Théâtre du Vieux-Colombier
- 1937 : Le Simoun d'Henri-René Lenormand, mise en scène Camille Corney, Théâtre des Célestins
- 1938 : Frénésie de Charles de Peyret-Chappuis, mise en scène Charles de Rochefort, Théâtre Charles de Rochefort
- 1938 : Les Parents terribles de Jean Cocteau, mise en scène Alice Cocéa, Théâtre des Ambassadeurs
- 1941 : Andromaque de Racine, Théâtre de l'Odéon
- 1941 : L'Amazone aux bas bleus d'Albert Boussac de Saint-Marc, mise en scène Paulette Pax, Théâtre de l'Œuvre[8]
- 1942 : Les Dieux de la nuit de Charles de Peyret-Chappuis, mise en scène Camille Corney, Théâtre Hébertot
- 1953 : Le Piège à l'innocent d'Eduardo Sola Franco, mise en scène Jean Le Poulain, Théâtre de l'Œuvre
- 1954 : Un inspecteur vous demande de John Boynton Priestley, Théâtre La Bruyère
- 1955 : Pour Lucrèce de Jean Giraudoux, mise en scène Jean-Louis Barrault, Théâtre des Célestins